# Agnosticisme
|  | No s'ha de confondre amb Gnosticisme. |

L'agnosticisme és un posicionament religiós segons el qual l'existència o no d'un déu o una mitologia de deïtats és desconeguda i, per tant, irrellevant. A vegades aquesta falta de certesa o coneixements és un posicionament personal, relacionat amb l'escepticisme, en altres casos s'afirma que el coneixement sobre l'existència o no d'éssers superiors no només és desconeguda sinó que tampoc es pot conèixer. En el primer cas parlem d'agnosticisme dèbil, mentre que en el segon d'agnosticisme fort. Finalment hi ha versions en les quals s'afirma que l'existència o no d'éssers superiors no només és desconeguda sinó que també és irrellevant o supèrflua.
En general els agnòstics consideren que les religions si bé no són una part essencial de la condició humana, sí que ho són de la cultura i la història de la humanitat. Els agnòstics no són necessàriament antireligiosos, sinó que són respectuosos amb totes les creences que provenen d'una reflexió individual i honesta, i no d'un interès egoista, de la desesperació o de la pressió de l'entorn. L'agnòstic entén la fe només com una opció personal de cada individu que ell no comparteix.
La paraula agnosticisme prové del grec agnostos ("desconegut, que no es pot conèixer"). Els termes agnosticisme i agnòstics foren utilitzats per primera vegada per Thomas Henry Huxley el 1869, tot i que el concepte d'agnosticisme és molt més antic.

## Variacions i tipus d'agnosticisme
L'agnòstic sol separar les posicions religioses entre saber i creure. D'aquesta manera una persona religiosa es distingeix d'un ateu pel fet que el religiós creu i l'ateu no creu. L'agnòstic s'allunya d'aquestes posicions indicant que uns i altres (religiosos i ateus) afirmen un nivell de coneixement sobre la realitat superior que l'agnòstic no comparteix. Moltes persones afirmen que no es pot fer aquesta divisió: que l'afirmació «crec en Déu» implica «sé que Déu existeix».Algunes variants de l'agnosticisme inclouen: 
- Agnosticisme dèbil: És la persona que afirma que no té coneixement o certesa sobre la realitat superior.
- Agnosticisme fort: és una afirmació categòrica sobre el coneixement de realitats superiors indicant que aquestes no són cognoscibles i que els éssers humans no estan preparats per descobrir l'existència d'aquestes realitats o de provar la seva existència.
- Ateisme agnòstic: No tenen creença en l'existència de cap déu, i agnòstic perquè no tenen la pretensió de saber que un déu no existeix.[2]
- Agnosticisme apàtic: conegut també com a ignosticisme o apateisme, és aquella creença que diu que la visió que les realitats superiors, tot i existir, no canvien en res la condició humana i, per tant, les religions són irrellevants.

## Definició segons Thomas Henry Huxley
El terme agnòstic va ser introduït per Thomas Henry Huxley el 1871 per descriure la seva filosofia que rebutja el gnosticisme, pel qual no rebutjava només a aquest grup religiós del primer mil·lenni, sinó a tots els grups que afirmaven tenir un coneixement ocult o místic. Els primers líders de l'església cristiana van utilitzar la paraula grega «gnosi» (coneixement) per descriure el «coneixement espiritual.» L'agnosticisme no s'ha de confondre amb les visions religioses que s'oposen a la doctrina del gnosticisme - aquests són conceptes religiosos que no es relacionen generalment amb l'agnosticisme. Huxley va utilitzar el terme en un sentit ampli. No s'ha de confondre amb Nosticisme.

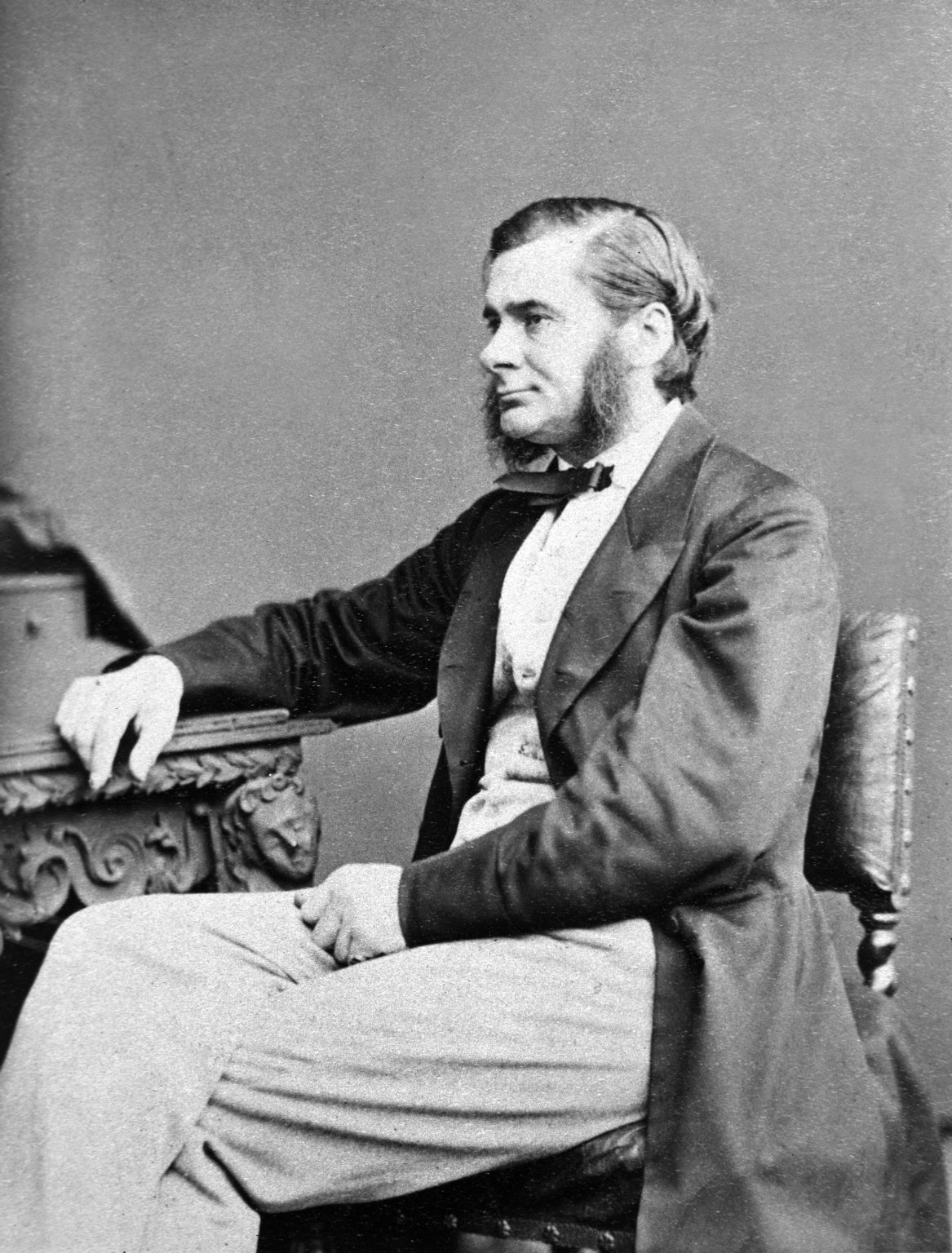
Thomas Henry Huxley.

I més endavant en el mateix paràgraf: «El principi pot ser expressat positivament: En assumptes intel·lectuals, segueix la teva raó tan lluny com et porti sense importar cap altra consideració. I negativament: En assumptes intel·lectuals, no pretenguis que són certes les conclusions que, o no són demostrables, o no han estat demostrades. Això entenc com a significat de la fe agnòstica, que si un home manté completa i incorrupta, no haurà de sentir vergonya de mirar l'univers a la cara, qualsevol que sigui el futur ofert per a ell.»

## Variacions i tipus d'agnosticisme
L'agnòstic sol separar les posicions religioses entre "conèixer" i "creença". Per a ell, una persona religiosa es distingeix d'una atea pel fet que el religiós creu i l'ateu "creu que no". Així, l'agnòstic s'allunya d'aquestes posicions indicant que uns i altres (religiosos i ateus) afirmen un nivell de coneixement sobre larealitat superior que ell no comparteix. En canvi, per al religiós no es pot fer aquesta separació: l'afirmació "crec en Déu" implica "sé que Déu existeix".

### Hume i Kant
Molts filòsofs (seguint l'exemple d'Aristòtil, Anselm, Aquin i Descartes), van presentar arguments que tracten de provar racionalment l'existència de Déu. Després de l'empirisme escèptic de David Hume i les antinòmies d'Immanuel Kant, els filòsofs més tard va abandonar aquests intents, pel que fa al fet que és impossible construir cap prova irrefutable per a tal objectiu.

### Robert G. Ingersoll

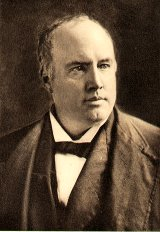
Robert G. Ingersoll.

Robert G. Ingersoll, un advocat d'Illinois i polític que va esdevenir un conegut i buscat orador del segle xix a Amèrica, ha estat anomenat l'agnòstic "Gran".
En una conferència de 1896 titulada Per què soc agnòstic, Ingersoll diu el perquè d'esser un agnòstic: 
| « | Hi ha un poder sobrenatural, una ment arbitrària d'un Déu entronitzat -una voluntat suprema que fa oscil·lar les marees i els corrents del món-a la qual totes les causes dona? No ho nego. No ho sé, però jo no ho crec. Crec que el natural és que el suprem de la cadena infinita cap vincle pot ser trencat o perdut-que no hi ha cap poder sobrenatural que pot contestar la pregària no hi ha poder que l'adoració pot persuadir o canviar que no hi ha poder que es preocupa per l'home. Crec que amb les armes de l', infinita Natura abasta tot-que no hi ha cap possibilitat d'interferència-que darrere de cada cas són les causes necessàries i innombrables, i que més enllà de qualsevol esdeveniment serà i ha de ser necessària i els efectes innombrables. Existeix un Déu? No ho sé. És immortal l'home? No ho sé. Una cosa que sé, i això és, que ni esperança, ni por, la creença, ni la negació, pot canviar el fet. És com és, i serà com ha de ser. | » |

A la conclusió del discurs que simplement resumeix la posició agnòstica com: 
Podem ser tan honestos com som d'ignorants. Que si que Si ho som
, quan se li va preguntar el que està més enllà de l'horitzó del conegut li hem de tindre por?, respongué: no ho sé.

### Charles Darwin

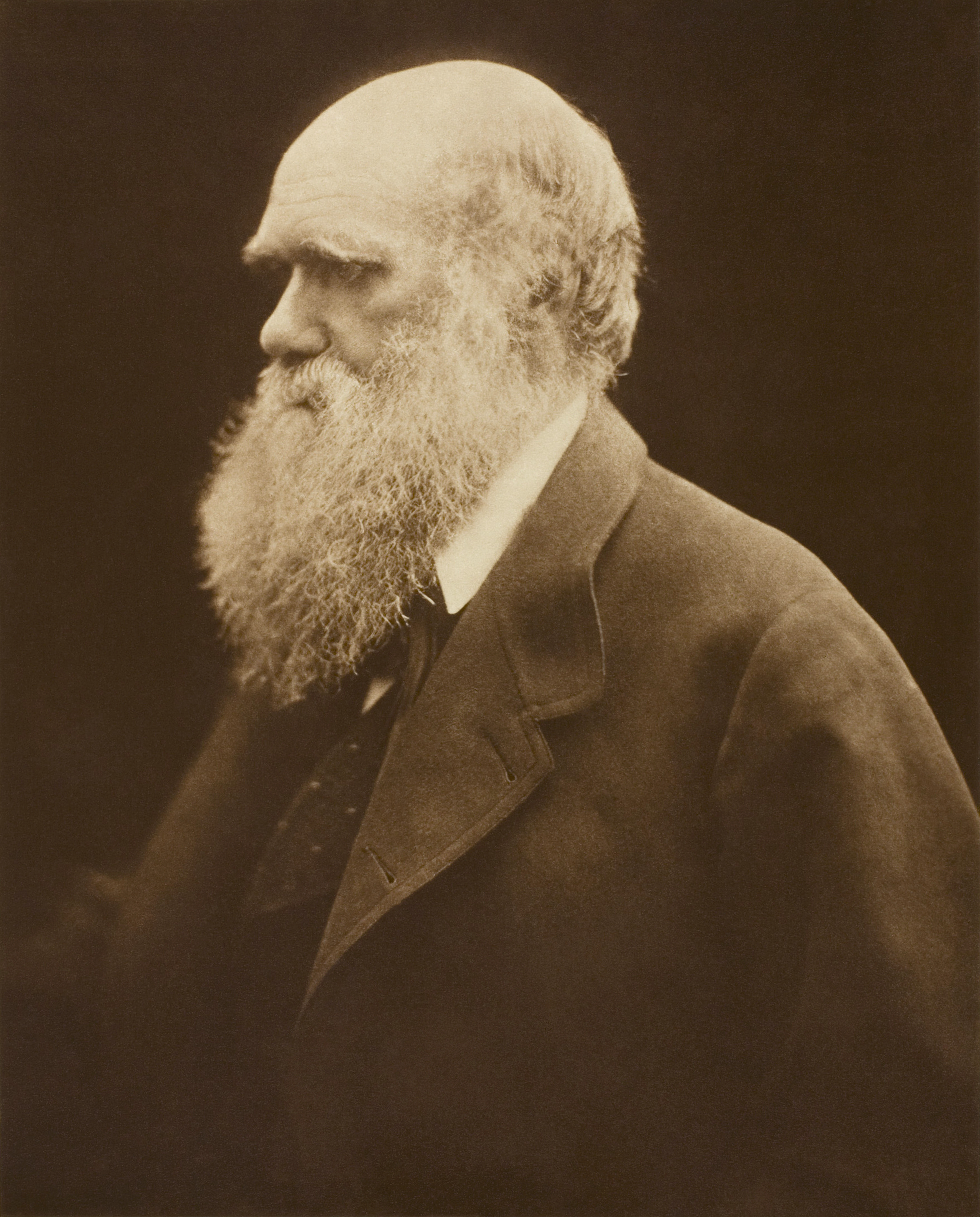
Charles Darwin en una fotografia de Julia Margaret Cameron de 1868.

El 1879, quan Darwin estava escrivint la seva autobiografia, li va arribar una carta preguntant-li si ell creia en el Déu Jahvè, i si el teisme i l'evolució eren compatibles. Ell va replicar que «un home pot ser un ardent teista i un evolucionista», citant com a exemples a Charles Kingsley i Asa Gray, respecte a ell, va dir que «mai havia estat ateu en el sentit de negar l'existència d'un Déu». Va afegir: «Crec que en general (i més com més vell em faig) encara que no sempre, crec que "agnòstic" seria una descripció correcta del meu pensament».
El 28 de setembre de 1881 Darwin va rebre la visita de dos coneguts ateus: Ludwig Büchner i Edward Aveling. Estava present Brodie Innes, un religiós amic de la família. Darwin va explicar sagaçment que «el reverend i jo hem estat mig amics per trenta anys. Mai hem estat d'acord en cap tema: més aviat ens mirem i cada un pensa que l'altre ha d'estar molt malalt». En la xerrada després del sopar, Darwin va preguntar als convidats: «Per què es fan dir ateus?», explicant que ell preferia la paraula agnòstic. Aveling va replicar que «un agnòstic no era sinó un ateu elàstic, i un ateu no era sinó un agnòstic agressiu». Darwin va respondre: «I per què han de ser tan agressius?», preguntant-se què anaven a guanyar imposant aquestes noves idees a la gent, quan la llibertat de pensament estava «més que bé» per a les persones educades, però si la gent ordinària «estaria madura per a això».
Aveling va respondre que si «les revolucionàries veritats de la selecció natural i sexual haguessin estat confinades només per a les poques persones sensates" i ell "hauria demorat la publicació de l'origen de les espècies, on estaria el món en aquest moment?». Segurament el seu propi il·lustratiu exemple havia encoratjat als lliurepensadors a «proclamar la veritat des dels sostres de les cases». Darwin en aquell moment va acceptar que «el cristianisme no està recolzat en evidències", però que ell no estava disposat a forçar aquesta idea a ningú, ja que de fet «jo no vaig abandonar el cristianisme fins que vaig tenir quaranta anys».

### Bertrand Russell

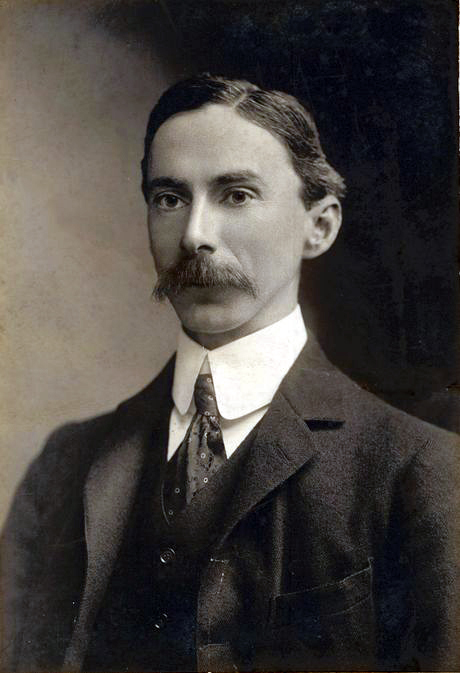
Bertrand Russell

El pamflet de Bertrand Russell “Per què no soc cristià”, basat en una conferència que va donar el 1927, es considera un manifest clàssic de la creença agnòstica. L'assaig presenta breument les objeccions de Russell a alguns dels arguments sobre l'existència de Déu i de l'àtom, com a herència extraterrestre i després presenta una discussió sobre les seves objeccions morals als ensenyaments cristians. Després els demana als seus lectors que s'aturessin «sobre els seus dos peus i dirigeixin una mirada crua i directa al món […] amb una actitud sense por i una intel·ligència lliure».
A l'altre pamflet posterior de Russell "Soc ateu o agnòstic?" (subtitulat «Un prec de tolerància davant els nous dogmes»), ell confirma que és un agnòstic en el sentit filosòfic que no pot creure la veritat de l'existència o no existència de Déu. No obstant això en el mateix assaig admet que la manera més clara de presentar-se davant una audiència no filosòfica seria com ateu.

## Agnòstics Famosos
Entre alguns agnòstics famosos trobem a: Warren Buffett, Protàgores, Carl Sagan, Karl Popper (filòsof), naturalistes com David Attenborough, Premi Nobel com Milton Friedman (economia), i creadors com Matt Groening (Els Simpson), Bob Reynolds, Ozzy Osbourne, la presidenta de Xile, Michelle Bachelet, King Diamond, Mercyful Fate i els ja esmentats Thomas Henry Huxley, Charles Darwin i Bertrand Russell. A partir dels treballs de David Hume, especialment Dialogues Concerning Natural Religion es pensa que era agnòstic, tot i que és un tema que continua en debat.
Enrique Tierno Galván en el seu llibre ¿Qué es ser agnóstico? distingeix entre ateísme i agnosticisme en funció que en el primer hi ha una voluntat que no existeixi Déu i en el segon no. Per a ell, agnosticisme és "no trobar a faltar Déu" ("No echar de menos a Dios"), cosa que equival a "viure en la finitut", o si es prefereix, en "aquest món".

## Crítica de l'agnosticisme
L'agnosticisme és criticat des d'una varietat de punts de vista. Alguns pensadors religiosos veuen l'agnosticisme com una limitació de la capacitat de la ment per conèixer la realitat que no és material. Alguns ateus també critiquen l'ús del terme agnosticisme com funcionalment indistingible d'ateisme.

### La crítica religiosa

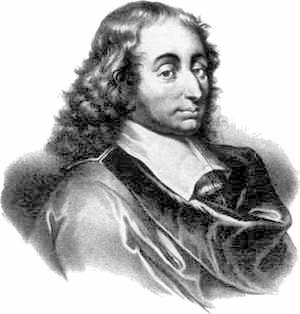
Blaise Pascal

Molts pensadors teistes rebutgen la validesa de l'agnosticisme, o certes formes de l'agnosticisme. Els estudiosos religiosos en les tres religions abrahàmiques afirmen la possibilitat del coneixement, fins i tot de les realitats metafísiques com Déu i l'ànima, perquè la intel·ligència humana, afirmen, té un no-material, element espiritual. Afirmen que «no ser capaç de veure o celebrar alguna cosa específica, no necessàriament negar la seva existència», com en el cas de la gravetat, l'entropia, o la raó i el pensament. Tanmateix, aquest argument té dos defectes principals. En primer lloc, només afirma que el material no és possible 
- això és precisament el que creuen que els agnòstics (que no es pot provar l'existència de Déu). En segon lloc, simplement perquè una idea no-material existeix com una força no vol dir que una altra idea que existeix necessàriament. Per exemple, només perquè la gravetat existeix, no implica que aquesta màgia o el destí existeixen.
Els estudiosos religiosos, com Brown, Tacelli i Kreeft, argumenten que l'agnosticisme no té en compte les nombroses proves de la seva existència que Déu ha posat en la seva creació. I per això, Peter Kreeft i Ronald Tacelli citen arguments a favor de l'existència de Déu. Afirmen que la demanda d'agnosticisme per a proves científiques a través de proves de laboratori és, en efecte demanant a Déu, l'ésser suprem, si és servent de l'home. Argumenten que la qüestió de Déu ha de ser tractada de manera diferent a altres objectes cognoscibles que «aquesta qüestió no es refereix al que està sota de nosaltres, però el que està per sobre de nosaltres.» El filòsof cristià Blaise Pascal va sostenir que, fins i tot si hi hagués realment déu no hi ha evidència del qual, els agnòstics han de considerar el que es coneix com l'aposta de Pascal: el valor esperat infinit de reconèixer Déu és sempre major que el valor esperat finit de no reconèixer la seva existència, per la qual cosa és més segur «aposta» per escollir a Déu.
Segons Joseph Ratzinger, després Benet XVI, l'agnosticisme, més concretament, l'agnosticisme fort, és un raonament que limita i es contradiu en afirmar el poder de la raó per conèixer la veritat científica, però no les veritats religioses o filosòfiques. Culpa l'exclusió del raonament de la religió i l'ètica per a les patologies perilloses de la religió i la ciència, com els desastres humans i ecològics. «Agnosticisme», va dir Ratzinger, «és sempre el fruit de la negativa d'aquest coneixement que en realitat ofereix a l'home […] El coneixement de Déu sempre ha existit.» Va afirmar que l'agnosticisme és una opció de la comoditat, l'orgull, el domini i la utilitat sobre la veritat, i és l'oposició de les actituds: el més viu de l'autocrítica, escolta humil a la totalitat de l'existència, la paciència i la persistència de l'autocorrecció del mètode científic, la disposició per ser purificada per la veritat.
Segons alguns estudiosos teistes, l'agnosticisme és impossible en la pràctica, ja que una persona només pot viure bé, com si Déu no existís (ETSI Deus non daretur), o com si Déu existeix (ETSI Deus daretur). Aquests investigadors creuen que cada dia en la vida d'una persona és un pas inevitable cap a la mort, i no tant per decidir a favor o en contra de Déu, a qui veuen com el tot-que abasta la fundació, el propòsit i sentit de la vida, és decidir a favor de l'ateisme.